# Ростовское восстание (1905)
Ростовское вооружённое восстание — эпизод Первой русской революции, события 7—21 декабря 1905 года.

## Ход событий
Осенью 1905 в Ростов-на-Дону прибыл инструктор Военно-технического бюро Георгий Бутягин, который возглавил работу подпольной лаборатории по изготовлению взрывных устройств и оружия. На различных предприятиях и железных дорогах, в том числе Таганрога, Азова, Ростова, были созданы боевые рабочие дружины, которые стали основной силой восстания. Когда 7 декабря в Москве началась всеобщая политическая стачка, ростовские рабочие железной дороги во главе с большевиком Соломоном Рейзманом объявили забастовку. Их поддержало большое количество ростовских рабочих.
10-12 декабря 1905 года был проведён ряд митингов в поддержку московских повстанцев. В активную фазу восстание перешло 13 декабря, когда несколько дружин захватили здание железнодорожного вокзала Ростова. Гарнизону города был отдан приказ открыть по вокзалу артиллерийский огонь. Во время обстрела снарядом, попавшим в столовую железнодорожных мастерских, где проходил митинг, было ранено и убито несколько человек. В тот же день в рабочем районе Ростова Темернике началось строительство баррикад, где рабочие дружины держали оборону от правительственных войск. Там же расположился и созданный штаб восстания. Руководителем штаба являлся Бутягин, помимо него, в состав штаба также вошли члены партии большевиков Виталий Сабинин (он же Анатолий Собино), Степан Войтенко, Семён Васильченко, Иван Хижняков. В их распоряжении находилось около 400 рабочих как местных, так и иногородних рабочих дружин, прибывших из Батайска и Азова, со станций Кавказская и Тихорецкая.
Правительственные войска вели ожесточённые бои с восставшими в течение полутора недель. Во время одного из боёв погиб один из руководителей восстания Анатолий Собино, похороны которого представляли собой торжественную демонстрацию. 20 декабря 1905 года царские войска штурмом взяли железнодорожный вокзал и оттеснили повстанцев к заводу «Аксай». Восставшие намеревались продолжать сопротивление, однако по неизвестным причинам взорвался их склад боеприпасов и оружия, находившиеся в заводской столовой. 21 декабря восстание было окончательно подавлено. Многие его участники были арестованы и осуждены.

## Память о восстании
- В память о восстании в годы Советской власти было названо большое количество объектов в Ростове-на-Дону: площадь Восстания, площадь Дружинников, улица Баррикадная, улица Собино, библиотека имени Декабрьского восстания.
- В Ростове-на-Дону установлен ряд мемориальных досок на местах событий декабря 1905 года.
- Парк имени Анатолия Собино в Ростове-на-Дону, где находится могила Собино.